# 송란
송란(본명: 김기숙, 1960년 12월 5일 ~ )은 대한민국의 가수이다.
현재 거주지는 서울특별시이다.

## 학력
- 서울장위초등학교 졸업
- 정신여자중학교 졸업
- 한성여자고등학교 졸업
- 경인교육대학교 학사

## 경력
- 한경보호연합회 홍보실상
- 녹색여성운동연합 사무국장
- C&B 서울미디어원 음악프로진행자
- 우리것보존협회 이사
- 불자라이온스 가수회 부회장
- 양천구 한국여성연맹 이사
- 트로트 발전모임 좌장
- 송란컬랙션 대표

## 데뷔
- 2001년 1집 앨범 "괜찮아요"

## 음반
- 1998년 ~ 2000년 송란 메들리
- 2001년 5월 괜찮아요
- 2003년 2월 木요일 오후
- 2004년 8월 내사람
- 2007년 11월 여자의 정
- 2013년 8월 설중매
- 2013년 8월 여자의 집
- 2017년 2월 송이꽃

## 수상
- 2008년 15회 대한민국연예예술대상 사회봉사상
- 2008년 16회 대한민국문화연예대상 전통가요우수상
- 한국연예협회선행예술인시상 문화체육부장관상
- 우리것보존협회 사회봉사상
- 2009년 대한민국연예예술상 사회봉사상